# 福田将吾
福田 将吾（ふくだ しょうご、1984年1月14日 - ）は、佐賀県出身のバスケットボール指導者である。

## 来歴
唐津市立浜玉中学校から唐津東高等学校に進学、2002年に卒業、2004年に東京理科大学理学部数学科に入学、大学時代にバスケットボール指導者、特にNCAAバスケットボールのコーチへの道を志す。
2008年に鹿屋体育大学大学院に入学。同学のバスケットボール部の学生ヘッドコーチに就任し、2009年の第84回天皇杯では、九州電力、福岡第一高を破り、九州予選を勝ち抜いた。本戦1回戦ではJBL2部の石川ブルースパークスを破る金星を挙げた。2回戦では青山学院大学スクァレルズと対戦し、大差で敗れている。2009年のインカレでは法政大学を破りベスト8入り、準決勝で東海大学に敗れた。順位決定戦では拓殖大学に敗れたが中央大学を破り、同学を7位に導いた。2010年の天皇杯では九州予選を勝ち抜いたが、本戦ではタツタ電線に1回戦で敗れた。
2010年に鹿屋体育大学大学院を修了後に再度渡米し、NAIA一部のウェストモント大学Warriorsのボランティアアシスタントコーチとして入団した。
ウェストモント大学ではゾーンディフェンスのシステムなどを提案して成果をあげている。2012-13の2シーズン目は戦術面についてより多くの役割を得、またチームもNAIAランキング全米4位までランクアップした。
2012-13シーズンは全日本代表男子チームにテクニカルサポートスタッフとして参加し、2013年に開催されたアジアカップでは代表チームに帯同している。
2013-14のシーズンはセント・ジョンズ大学大学院に入学しスポーツマネージメントを学ぶ一方で、学生コーチとしてチームのコーチングスタッフとなった。
2014-15シーズンにはチームのNCAAトーナメント進出に貢献している。2015年7月に帰国して郷里の佐賀で家業を手伝う。2016年6月29日に、Bリーグ1部の仙台89ERSのアソシエイトヘッドコーチに就任した。2016-17シーズンの仙台は14勝46敗、B1東地区6位で残留プレーオフ出場となり、1回戦で富山グラウジーズに0勝2敗で敗退して、チームはB2に降格した。
2017年6月23日に、仙台と入れ替わりでB1に昇格した島根スサノオマジックと複数年契約を結び、アシスタントコーチに就任した。2017-18シーズンの島根は11勝49敗、B1西地区6位で残留プレーオフ出場となり、1回戦で富山グラウジーズに1勝2敗で敗退して、チームはB2に降格した。2018-19シーズンの島根は43勝17敗、B2西地区2位でB2プレーオフに進出。プレーオフ準決勝は信州ブレイブウォリアーズに連敗したが、3位決定戦で熊本ヴォルターズに連勝したことで昇格枠に入り、B1に昇格した。また、この年のシーズンオフに結婚している。
2019年7月8日に、B1中地区　横浜ビー・コルセアーズのアシスタントコーチに就任した。2020年1月15日の新潟アルビレックスBB戦、22日の川崎ブレイブサンダース戦、および25・26日の琉球ゴールデンキングス戦では、トーマス・ウィスマン ヘッドコーチが不在となったため、ヘッドコーチ代理としてBリーグの試合指揮をとった。2月1日には、ウィスマンHCとの契約解除が発表され、ヘッドコーチに就任した。
2020年5月に横浜を退団、同月2020-21シーズンからの3年契約で新潟アルビレックスBBのヘッドコーチに就任した。
2021年1月31日の名古屋戦を体調不良で欠場し、以降はシーズン終了までチーム活動から離れた。その間は青木勇人アソシエイトコーチがヘッドコーチ代行として指揮を執った。
福田は、4月28日に記者会見を開き、この時の欠場の理由が球団社長兼GMから長時間の侮辱、人格否定、どう喝を受けて、過呼吸での失神状態に陥った事を公表し、改めてチームへの復帰意思を表明した。もう一人の当事者である球団社長兼GMについては、Bリーグの調査によりパワーハラスメントと認定され、2021年4月からの無期限の謹慎処分が発表された。1ヵ月後の2021年5月に謹慎が解かれチームに復帰。社長およびGMを辞任した上で強化本部長に職務変更となった。福田の処遇についてシーズン終了後に再度、球団と職務復帰について協議を行ったが、新潟アルビレックスBBのプレスリリースによると、福田将吾から球団に対して辞意の申し入れがあったとのことで、6月23日に双方合意の上での契約解除が発表された。
2021年7月15日に茨城ロボッツのアシスタントコーチに就任。
2023年、秋田ノーザンハピネッツのアシスタントコーチに就任した。

## 参照
1. ↑  “関東4位＿法政大学”. 1/19/2020閲覧。 エラー: 閲覧日が正しく記入されていません。
2. ↑  “第61回全日本大学バスケットボール選手権大会”. 1/19/2020閲覧。 エラー: 閲覧日が正しく記入されていません。
3. ↑  “オールジャパン2010”. 1/19/2020閲覧。 エラー: 閲覧日が正しく記入されていません。
4. ↑  “日本代表チーム紹介｜第4回FIBA ASIAカップ”. 1/19/2020閲覧。 エラー: 閲覧日が正しく記入されていません。
5. ↑  “SHOGO FUKUDA”. 1/19/2020閲覧。 エラー: 閲覧日が正しく記入されていません。
6. ↑  “2016-17シーズン　チームスタッフ体制決定！！”. 1/19/2020閲覧。 エラー: 閲覧日が正しく記入されていません。
7. ↑  “福田 将吾アシスタントコーチ契約締結のお知らせ”. 1/19/2020閲覧。 エラー: 閲覧日が正しく記入されていません。
8. ↑  “仙台にやってきました！”. 1/19/2020閲覧。 エラー: 閲覧日が正しく記入されていません。
9. ↑  “2019-20シーズン　チームスタッフ体制のお知らせ”. 1/19/2020閲覧。 エラー: 閲覧日が正しく記入されていません。
10. ↑  “1月15日（水）新潟戦、ウィスマンHC不在のお知らせ” (2020年1月15日). 2020年1月15日閲覧。
11. ↑  “1月22日（水）川崎戦、ウィスマンHC不在のお知らせ” (2020年1月15日). 2020年1月15日閲覧。
12. ↑  “1月25日（土）、1月26日（日）琉球戦、ウィスマンHC不在のお知らせ” (2020年1月15日). 2020年1月15日閲覧。
13. ↑  “トーマス・ウィスマン ヘッドコーチ との契約解除のお知らせ” (2020年2月1日). 2020年2月1日閲覧。
14. ↑  “福田将吾氏ヘッドコーチ就任およびスタッフ体制変更のお知らせ” (2020年2月1日). 2020年2月1日閲覧。
15. ↑  “福田将吾ヘッドコーチ 退団のお知らせ”. (2020年5月19日) 2020年5月19日閲覧。{{cite news}}:  CS1メンテナンス: 先頭の0を省略したymd形式の日付 (カテゴリ)
16. ↑  “[2020.05.19 福田将吾氏 ヘッドコーチ契約合意のお知らせ”]. (2020年5月19日) 2020年5月19日閲覧。{{cite news}}:  CS1メンテナンス: 先頭の0を省略したymd形式の日付 (カテゴリ)
17. ↑  “新潟粘るも５連敗　福田監督は体調不良でベンチ外”. (2021年1月31日) 2021年1月31日閲覧。{{cite news}}:  CS1メンテナンス: 先頭の0を省略したymd形式の日付 (カテゴリ)
18. ↑  “パワハラ被害は自分、でも現場戻りたい　バスケHC告白”. (2021年4月28日) 2021年4月28日閲覧。{{cite news}}:  CS1メンテナンス: 先頭の0を省略したymd形式の日付 (カテゴリ)
19. ↑  “Ｂ１新潟がパワハラ謝罪、社長が欠席し会長らお詫び”. (2021年4月5日) 2021年5月28日閲覧。{{cite news}}:  CS1メンテナンス: 先頭の0を省略したymd形式の日付 (カテゴリ)
20. ↑  “Ｂ１新潟小菅社長が辞任　福田監督へのパワハラで４月に制裁”. (2021年5月9日) 2021年5月28日閲覧。{{cite news}}:  CS1メンテナンス: 先頭の0を省略したymd形式の日付 (カテゴリ)
21. ↑  “[2021.06.23 福田将吾ヘッドコーチ　契約合意解除のお知らせ”]. (2021年6月23日) 2021年6月23日閲覧。{{cite news}}:  CS1メンテナンス: 先頭の0を省略したymd形式の日付 (カテゴリ)
22. ↑  “福⽥将吾⽒ アシスタントコーチ就任のご報告”. (2021年7月15日) 2021年7月15日閲覧。{{cite news}}:  CS1メンテナンス: 先頭の0を省略したymd形式の日付 (カテゴリ)
23. ↑  “【新加入】チームスタッフ契約合意のお知らせ”. (2023年7月3日) 2023年7月3日閲覧。{{cite news}}:  CS1メンテナンス: 先頭の0を省略したymd形式の日付 (カテゴリ)